# Svaz českých komínářů
Svaz českých komínářů (SČK, komínáři) je občanské sdružení milovníků komínů, kteří je nejen obdivují, ale také na ně lezou. K dalším činnostem patří systematická katalogizace komínů včetně měření a pořizování dokumentace.

## Historie
Svaz českých komínářů byl založen 9. května 1981 a o deset let později zaregistrován na ministerstvu vnitra jako občanské sdružení.
V současné době má přes tisíc členů nejen z České republiky.